# Ligidium kofoidi
Ligidium kofoidi är en kräftdjursart som beskrevs av Maloney 1930. Ligidium kofoidi ingår i släktet Ligidium och familjen gisselgråsuggor. Inga underarter finns listade i Catalogue of Life.